# Primera invasión al Occidente de Cuba
La Primera Invasión al Occidente de Cuba fue un hecho militar acontecido en ese país, en marzo de 1870, durante la Guerra de los Diez Años (1868-1878). 

## Contexto histórico
En 1868, había estallado la primera guerra por la independencia de Cuba contra el colonialismo español. Sin embargo, la guerra todavía no se había podido extender al Occidente del país, por lo que, hacia inicios de 1870, se hizo evidente la necesidad de preparar una invasión a esa región de la isla. 
El Mayor general cubano Federico Fernández Cavada, (1831-1871), preparó minuciosamente esta acción militar desde enero de ese año. Hacia finales de febrero, se organizó un contingente de 150 hombres en el campamento de La Managua, desde donde partió, a inicios de marzo, encabezado por el Brigadier habanero Luis de la Maza, su ayudante, el Coronel Rafael Hernández y el capitán Ramón Curbelo. 

## Acciones militares
El pequeño contingente invasor, de no mucho más de 150 hombres, fue escoltado por las tropas del Coronel Jesús del Sol hasta Cartagena, separándose allí. 
El Brigadier Luis de la Maza penetró en la intrincada Ciénaga de Zapata produciéndose el primer encuentro con el enemigo el día 4 de marzo de 1870. 
El Brigadier español Juan N. Burriel, gobernador de la provincia de Matanzas se lanzó a una feroz persecución al mando de miles de voluntarios españoles contra el pequeño contingente invasor. 
Sin embargo, el Brigadier Luis de la Maza logró romper el cerco en varias ocasiones, recurriendo a marchas y contramarchas, y aprovechando las brechas enemigas para escapar y continuar la marcha por el Occidente de la isla. 
El 9 de marzo, las tropas cubanas se encontraban a las puertas de Güines, en La Habana. A partir de ese momento, se incrementaron las fuerzas enemigas en su persecución. 
Atravesaron las zonas de Güines y Melena del Sur, hasta alcanzar el término municipal de Batabanó. En este punto, ya se hallaban en la retaguardia del enemigo. Sin embargo, las fuerzas cubanas ya se encontraban exhaustas y muy diezmadas, tras haber sostenido decenas de pequeños enfrentamientos en pocos días. 
El Brigadier Luis de la Maza, junto a un escaso número de combatientes, se detuvo a descansar en la Finca "Rabo de Zorra", pero fueron delatados por un campesino canario de la zona. Tras un corto enfrentamiento con las fuerzas españolas, los diezmados cubanos fueron hechos prisioneros en la noche del 15 de marzo y fusilados en la madrugada del 16.

## Consecuencias
Con el fracaso de este primer intento cubano de invadir el Occidente de la isla, se perdió la oportunidad de extender la guerra a todo el país. 
En años posteriores, hacia 1875, el Mayor general Máximo Gómez intentaría una segunda invasión a Occidente, la cual fracasó en 1876, por las discrepancias internas de las tropas cubanas. 
Ante la aparente imposibilidad de invadir el Occidente del país, la guerra se estancó por el lado cubano y terminó hacia 1878 en derrota para estos. 
Sin embargo, durante la Guerra Necesaria (1895-1898), el tercer intento de invadir Occidente sí resultó exitoso y los cubanos consiguieron ganar la guerra. 
- Datos: Q56317789